# Pedro Tintorer y Segarra
Pedro Tintorer y Sagarra (Palma de Mallorca, 12 de febrero de 1814 - Barcelona, 11 de marzo de 1891) fue un pianista, compositor y pedagogo musical español.

## Vida
Hijo de padres catalanes que habían huido de Barcelona por la invasión francesa, nació en Palma de Mallorca, en las islas Baleares, el 12 de febrero de 1814. De regreso en Barcelona, en 1822 estudió con el maestro Ramón Vilanova como infante de la capilla de música de la Catedral de Barcelona. Entre 1820 y 1823 formó parte de una banda musical dirigida por Marià Obiols donde era conocido como «Peret de la flauta», en referencia al instrumento que tocaba. En 1823 comenzó sus estudios en el Conservatorio de Barcelona, donde recibió estudió Composición y piano.
En 1830 Tintorer se trasladó a Madrid para completar sus estudios de piano con Pedro Albéniz y los de composición con Ramón Carnicer en el Real Conservatorio Superior de Música, obteniendo primer premio de piano en 1832. En 1834, Tintorer viajó a París para continuar sus estudios en piano y composición como alumno de Pierre Joseph Guillaume Zimmermann.
Dos años más tarde, Tintorer se instalaba en Lyon durante catorce años, donde trabajó de profesor en la Escuela Real y de profesor agregado en la universidad. Durante esta época recibió lecciones de Franz Liszt durante un año.
En 1850 regresó a Barcelona donde logró un gran éxito actuando en el Gran Teatro del Liceo y se convertía en un célebre y alabado profesor de piano. En 1883 era nombrado director principal de lecciones de piano en el Conservatorio del Liceo, un cargo que coronaba una vida dedicada a la enseñanza y que mantuvo hasta unos meses antes de su fallecimiento. Entre sus alumnos se encuentran Enrique Campano, Claudi Martínez-Imbert, María Luisa Guerra, Ernest Marraco, Juan Bautista Pujol, Baudili Sabater y Agustí Salvans.
En 1853, la emperatriz Eugenia le otorgó la medalla de plata por la composición de una misa para celebrar el día de la Asunción. También recibió la cruz de Isabel la Católica de manos de Isabel II por la composición de un Stabat Mater dedicada a la reina. Fue nombrado caballero de la Legión de Honor.
Se casó con Antonia Dumont, con la que tuvo dos hijos, Isabel Tintorer Dumont, casada con Joan Cuyàs i Artés, y Gonzalo Tintorer y Dumont, padre de Gonzalo Tintorer Latour. Fue enterrado en el Cementerio de Pueblo Nuevo de Barcelona (Dep. I, isla 1, interior nicho 778).

## Obra
Como compositor sólo realizó un centenar de trabajos; entre ellos, dos sinfonías, música religiosa, música de cámara y muchas piezas para piano, incluyendo un curso de pianos completo.